# Генріх фон Трейчке
Генріх фон Трейчке (нім. Heinrich von Treitschke; 15 вересня 1834, Дрезден — 28 квітня 1896, Берлін) — німецький історик, літературний критик, професор, автор «Історії Німеччини в XIX столітті» в 5 томах, політик. Ставши прихильником націонал-державності, активно пропагував свої погляди за допомогою лекцій та статей, переконуючи вносити свою лепту у створення німецького духу.

## Біографія

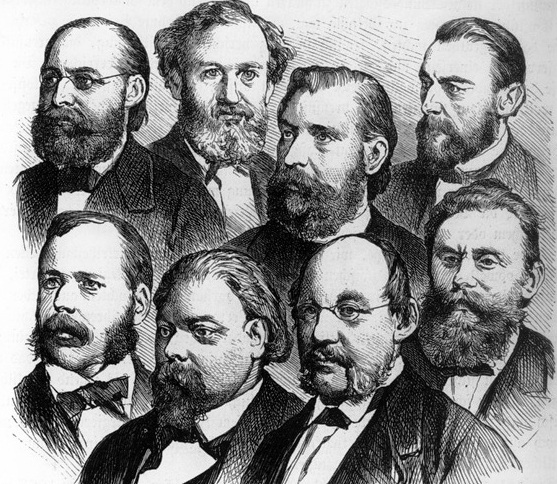
Лідери Націонал-ліберальної партії. Верхній ряд: Вільгельм Вехренфеннинг, Едуард Ласкер, Генріх фон Трейчке, Йоганн фон Мікель. Нижній ряд: Франц фон Роггенбах, Карл Браун, Рудольф фон Гнейст, Людвіг Бамбергер

Народився в родині саксонського армійського офіцера. Отримав освіту в університетах Лейпцига і Бонна.
У 1859 році став професором Лейпцизького університету, 1863 року — Фрайбурзького університету. Під час австро-прусської війни 1866 прийняв прусське громадянство й став професором Кільського університету. Викладав в Гейдельберзькому університеті, в 1874 році став професором історії Берлінського університету.
У 1871 році був обраний німецький рейхстаг від Націонал-ліберальної партії. У 1871–1984 депутат рейхстагу. В Націонал-ліберальної партії був членом до 1878 року.

## Погляди на «єврейське питання»
Антисемітську пропаганду РГ фон Трейчке називав грубою і неприємною, але приєднувався до претензій, які висувалися проти євреїв. Він писав про збільшення імміграції польських євреїв, докорінно чужих німецькій культурі, про недобросовісну конкуренцію єврейських торгових фірм, які підривали традиційну повагу до праці, про лихварство, про взаємну підтримку третьорозрядних єврейських талантів, які заповнювали інтелектуальні професії і розбещували уми німців. Він був прихильником асиміляції євреїв, погоджуючись на збереження ними іудаїзму: «наша вимога до співгромадян-євреїв просто і елементарно: нехай вони стануть німцями, просто і істинно будуть відчувати себе німцями, не спотворюючи при цьому свої старовинні, святі для них спогади і віру, шановану всіма нами. Ми не хочемо, щоб на зміну тисячолітньої культури Німеччини прийшла епоха змішаної єврейсько-німецької культури». У той же час він вважав неможливою повну асиміляцію: «євреї завжди залишаться людьми східного складу, лише розмовляють німецькою… Але можна пом'якшити відмінності».
Професор Дан Міхман відносить фон Трейчке до «національно-державної школи» антисемітизму, яка стала однією з предтеч класичного расового антисемітизму німецьких націонал-соціалістів.

## Твори
- Deutsche Geschichte im neunzehnten Jahrhundert, 5 Bd., 1879-1894 («Німецька історія в дев'ятнадцятому столітті», доведена до 1848 року).
- Heinrich von Treitschke, A Word about our Jews, (1879-1880).
- Politics, (English Edition 1916) [11][12].